# Bratte
Bratte ist eine französische Gemeinde mit 47 Einwohnern (Stand: 1. Januar 2022) im Département Meurthe-et-Moselle in der Region Grand Est (bis 2015 Lothringen). Die Gemeinde gehört zum Arrondissement Nancy und zum Kanton Entre Seille et Meurthe.

## Lage
Bratte liegt etwa 15 Kilometer nordnordöstlich von Nancy. Umgeben wird Bratte von den Nachbargemeinden Sivry im Westen und Norden, Moivrons im Nordosten und Osten, Villers-lès-Moivrons im Osten, Montenoy im Südosten sowie Faulx im Süden und Südwesten.

## Bevölkerungsentwicklung
| Jahr                       | 1962 | 1968 | 1975 | 1982 | 1990 | 1999 | 2006 | 2019 |
| Einwohner                  | 32   | 17   | 16   | 30   | 42   | 42   | 29   | 46   |
| Quellen: Cassini und INSEE |      |      |      |      |      |      |      |      |

## Sehenswürdigkeiten
- Kirche La Nativité de la Vierge aus dem 15./16. Jahrhundert, nach 1918 wieder errichtet

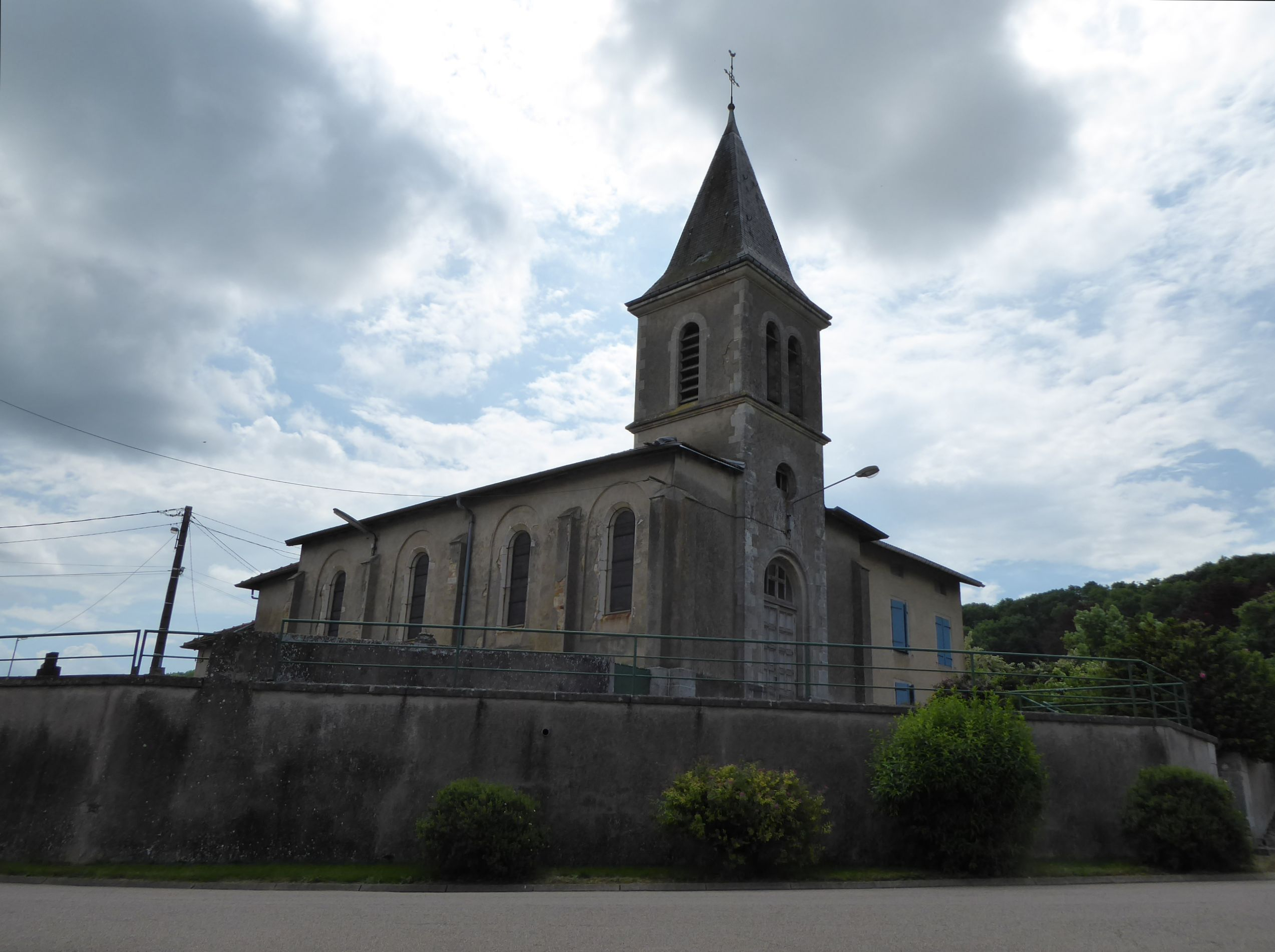
Kirche La Nativité de la Vierge